# Charles Sterling
Pour les articles homonymes, voir Sterling.
Charles Sterling (1901-1991) est un historien de l'art français.

## Biographie
Né à Varsovie le 5 septembre 1901, il naît d'une famille juive aux ascendants écossais. Dès l'âge de 19 ans, il défend son pays, récemment indépendant, en participant à la guerre russo-polonaise à l'occasion de laquelle il est plusieurs fois décoré. Puis il obtient une licence en droit en 1924 et devient avocat. Il se tourne ensuite vers l'histoire de l'art en Allemagne, en Grande-Bretagne puis à Paris de 1925 à 1928, sous la direction de Gaston Brière à l'École du Louvre et en même temps à la Sorbonne en suivant les cours d’Henri Focillon. Il retourne de nouveau en Pologne où il rencontre un jeune homme qui est Louis Grodecki qu'il pousse à faire des études d'histoire de l'art à Paris.
Spécialiste reconnu des caravagesques, il organise avec Paul Jamot en 1934 une exposition qui fait date dans le domaine de l'histoire de l'art Les peintres de la réalité (Musée de l'Orangerie) qui fait redécouvrir la figure du peintre lorrain Georges de La Tour. À la sortie de l'école du Louvre il entre comme chargé de mission au Département des peintures du Musée du Louvre où il collabore avec René Huyghe (1930). Il est de 1945 à 1961 conservateur au département des peintures du musée du Louvre. Il obtient toujours en 1934 la nationalité française. Il se tourne alors vers ce qui devient son sujet de prédilection : les primitifs français. Il publie un premier ouvrage sur le sujet en 1938. Il devient alors un des plus grands spécialistes sur les foyers artistiques (Provence, Bourgogne, Auvergne, Picardie, Savoie, Paris) et les grandes personnalités(Quarton, Beaumetz, Changenet, Lieferinxe ou Perréal) qu'il avait identifié des XIVe et XVe s. français. On lui doit de brillantes études sur le peintre Enguerrand Quarton dont il voit en 1959 l'originalité parmi les peintres primitifs et en qui il reconnait en premier le peintre de la Pietà d'Avignon. Il permet aussi de nombreuses attributions d’œuvres d'autres époques et de styles très différents (Peintres de la réalité, Rubens, etc.).
Au début de la Seconde Guerre mondiale, il est chargé du dépôt des œuvres du Louvre à Loc-Dieu, dans un château entre Rodez et Montauban afin de les protéger. Puis il a dû déplacé ces œuvres sur Montauban. Mais avec l'occupation le gouvernement de Vichy lui demande de "cesser ses fonctions" en décembre 1940. Puis il refuse le certificat d'aryanité proposé par le consulat de Pologne et publie sous le pseudonyme Charles Jacques son second volume consacré aux primitifs en 1941. Il quitte ensuite la France, passe par le Maroc pour gagner les États-Unis où il travaille au Metropolitan Museum of Art de New York en 1942. Il y publie le catalogue des œuvres françaises en trois volumes. Il fut chargé de cours à l'école du Louvre qu'une année de 1953 à 1954. En 1968 il demande sa retraite anticipée et son détachement du Musée du Louvre trop absorbé par ses fonctions aux États-Unis et il retourne à New York pour continuer d'enseigner à l'université de New York (1961 à 1972). Il continue de publier jusqu'à sa mort à Neauphlette le 9 janvier 1991,.
Une exposition est organisée par le musée du Louvre en son honneur, un an après sa disparition: Hommage à Charles Sterling, Des primitifs à Matisse.
L'ensemble de la documentation (ouvrages, correspondances et notes manuscrites) réunie par l'historien de l'art tout au long de sa vie a été léguée au musée du Louvre, et se trouve aujourd'hui au service d'étude et de documentation du département des Peintures du Louvre.

## Publications
La liste de ses écrits a été établie par l'auteur lui-même dans les Études d'art français offertes à Charles Sterling, Paris, Ed. Presses universitaires de France, 1975, elle a été complétée par Philippe Lorentz et publiée dans le catalogue de l'exposition : Hommage à Charles Sterling, Des primitifs à Matisse, elle comporte les 189 références suivantes.

### Problèmes généraux de l'art en Europe (XIVe–XXesiècle)
- "Le paysage dans l'art européen de la Renaissance et dans l'art chinois"I: Concordances, L'Amour de l'Art, janvier 1931, n°1, p.8-21.
- "Le paysage dans l'art européen de la Renaissance et dans l'art chinois"II: Influences et coïncidences, L'Amour de l'Art, mars 1931, n°3, p.101-102.
- "La peinture de paysage en Europe et en Chine: parenté d'esprit, contacts et emprunts. Chap. du catalogue de l'expo. Orient-Occident, Musée Cernuschi, Paris, 1938, p.75-88.
- "La peinture de paysage en Europe et en Chine. Préf. du catalogue de l'expo. Le Paysage en Orient et en Occident, Musées Nationaux, Paris, 1960, p.5-17.
- "En préparant l'expo. de la Nature morte", La Revue des Arts, 1952, n°1, p.31-36.
- Catalogue de l'expo. La Nature morte de l'Antiquité à nos jours, Orangerie des Tuileries, Paris, 1952, intro. et notices du catalogue.
- La Nature morte de l'Antiquité à nos jours, Paris, éd. Pierre Tisné, 1952, 2ème éd. révisée, Paris 1959, 3ème éd. 1985; éd. américaine Still Life Painting from Antiquity to the present time, New York, Universe Books, 1959; éd. roumaine (pirate), Natura Moartà, Bucarest, éd. Méridiane, 1970, New York-Londres, 1981 (nouvelle éd. augmentée).
- La Nature morte. De l'Antiquité au XXe siècle, Paris, Macula, 1985  (ISBN 978-2-86589-010-1)
- "Dix siècles de civilisation vus par Henri focillon", Renaissance, New York, 1944-1945, vol. II et III, p.404-436.
- Les Peintres primitifs (Italiens, Flamands, Allemands, Français, Espagnols et Portugais), Paris, éd. Nathan, 1949.
- "Le style gothique international", Les Peintres célèbres, Genève-Paris, éd. L.Mazenod, 1948, p.38-43.
- "Le style courtois international", L'Art et l'Homme, Paris, éd. Larousse, II (1958), p.353-364.
- "La peinture en Europe vers 1400". Intro. au catalogue de l'expo. L'Art européen vers 1400, Vienne, 1962, p.71-82.
- Catalogue de l'expo. La collection Lehman de New York, Musée de l'Orangerie, Paris, 1957. Dir. géné. et notices.
- "La collection Lehman, exposition au Musée de l'Orangerie", La Revue des Arts, 1957, n°3, p.133-142.
- The Thyssen-Bornemisza Collection. Catalogue of Paintings, Lugano-Castagnola, 1969.Notices et textes.
- Catalogue des peintures de la collection Hoblitzelle déposées au musée de Dallas, Texas. Manuscrit rédigé en 1951-1952. Non publié (archives Musée de Dallas).
- Catalogue de l'expo. L'Art à la Faculté de Médecine de Paris, Faculté de Médecine, Paris, 1935. Avant-propos et notices.
- "Les trésors de la Faculté de Médecine de Paris", Synthèse n°6, juin 1935, p.35-38.
- Catalogue de l'expo. Trésors de Reims, Musée de l'Orangerie, Paris, 1938. Notices.
- "Reims,marche de l'art français", La Renaissance, avril 1938, p.27-34.
- "De Bruegel à Bazille", L'Amour de l'Art, juin 1931, p.253.
- Expo; du Centenaire de La Fayette, Bulletin des Musées de France, juillet 1934, p.121-123.
- Catalogue de l'expo. Souvenirs du Roi de Rome, Orangerie des Tuileries, Paris, 1932. Notices.
- "Exposition des Souvenirs du Roi de Rome à l'Orangerie des Tuileries", Bulletin des Musées de France, déc. 1932, p.162-165.
- Catalogue de l'expo. Jean Schlumberger, Twenty Years of Jewels and Objets d'Art on loan, New York, 1961. Préface.
- "Les émules des Primitifs", Revue de l'Art, 1973, n°21, p.80-93.

### France (XIVe–XXesiècle)
- Commemorative Catalogue of the Exhibition of French Art, 1200-1900, Royal Academy of Arts, Londres, 1932. Notices.
- Catalogue de l'expo.Chefs-d’œuvre de l'art français, Palais national des Arts, Paris, 1937.
- A Catalogue of French Painting XV-XVIII c., The Metropolitan Museum of Art, New York, 1955.
- Musée de l'Ermitage. La peinture française de Poussin à nos jours, Paris, éd. Cercle d'art, 1957.
  - Ed. américaine: Great French Painting in the Hermitage, New York, éd. Abrams, 1958.
  - Ed. allemande: Die Französische Malerei in der Ermitage von Poussin bis zu Picasso, Berlin, Henschelverlag, 1958.
- Catalogue de l'expo. Vie Eeuwen Stillven in Frankrijk, Museum Boynans, Rotterdam, 1945. Préface.
- Catalogue de l'expo. French Painting 1100-1900, Carnegie Institute, Pittsburgh, 1951. Préface.
- Six Centuries of French Master Drawings in America, by R. Shoolman and C.E. Slatkin, Oxford University Press, New York, 1950. Préface.
- "L'Art français aux États-Unis,Musées de France, supplément. Numéro consacré à la société des Amis du Louvre, 1949, p.7-15.
- "Painting lent by the Louvre", Bull. of Metropolitan Museum of Art, juin 1944, p.275-281.

### France (XIVe–XVesiècle)
- La Peinture française. Les Primitifs, Paris, éd. Floury, 1938.
- La Peinture française. Les Peintres du Moyen Age, Paris, éd. Tisné, 1941 (sous le pseudo. de Charles Jacques, rééd. en 1946 sous son vrai nom).
- Catalogue des Peintures de l’École française XIVe, XVe et XVIe siècles, Musée du Louvre, Paris, 1965. Notices en collabo. avec Nicole Reynaud.
- Propyläen Kunstgeschichte, vol.VII (1972). Notices, in J. Bialostocki, Spätmittelater und beginnende Neuzeit, p.180-195.
- "A portrait of Saint Pierre de Luxembourg (at Worcester, Mass.)", Museum Notes, Museum of Art, Rhode Island School of Design, Providence, janvier 1947 (nonpaginé).
- "Œuvres retrouvées de jean de Beaumetz, peintre de Philippe le Hardi", Miscellanea E. Panofsky. Bulletin des Musées Royaux des Beaux-Arts, Bruxelles, 1955, p.57-82.
- "Un tableau inédit et la peinture de portrait à la cour de Bourgogne au début du XVe siècle", Archives de l'Art français. Études et documents sur l'art français du XIIe au XIXe siècle (vol. en hommage à Gaston Brière), t.XXII, 1959, p.39-57.
- "La peinture de portrait à la cour de Bourgogne au début du XVe siècle", Critica d'Arte, VI (1959), p.289-312. Nouvelle rédaction de l'art. précédent.
- "Fouquet. Compte-rendu de deux livres sur Fouquet (K. Perls et P. Wescher), Art Bulletin, juin 1946, p.125-131.
- "Fouquet", Les Peintres célèbres, Genève-Paris, éd. L. Mazenod, 1948, p.80-81.
- Jean Fouquet. Les heures d’Étienne Chevalier, préface. Ed. française originale, Paris, Draeger, 1971; éd. américaine, New York, Braziller, 1971; éd. allemande, Munich, Praeger, 1971.
- "Paoul Grymbault, éminent peintre français du XVe siècle", Revue de l'Art, n°8, 1970, p.17-32.
- "La peinture à Tours ou la Première Renaissance française. Préface du catalogue de l'expo. L'Art du Val de Loire de J. Fouquet à J. Clouet (1450-1540), Tours, 1952, p.17-25.
- "Une peinture certaine de Perréal en fin retrouvée", L’Oeil, n°103-104, juillet-août 1963, p.2-15 et p.64-65. Note supp.: L'Oeil, n°105, sept. 1963, p.50.
- "Notice sur le Maître de Moulins", Encyclopedia Britannica, 1967, vol.15, p.948.
- "Du nouveau sur le Maître de Moulins", L'Oeil, n°107, nov. 1963, P.2-15 et p.65-68. Note supp.: L'Oeil, n°109, p.XXIII.
- "Jean Hey, le Maître de moulins", Revue de l'Art, n°1-2, 1968, p.27-33.
- "Two Provençal XV century painters revived (I). Nicolas Dipre", Gazette des Beaux-Arts, Oct. 1942, vol.XXII, p.9-16.
- "Two Provençal XV century painters revived (II). The "Master of St. Sebastian" (Josse Lieferinxe)", Gazette des Beaux-Arts, Déc. 1942, vol.XXII, p.135-148.
- "Saint Sebastian interceding for the plague stricken (by Josse Lieferinxe)", The Art Quartely, été 1945, p.216-222.
- "Josse Lieferinxe peintre provençal", La Revue du Louvre et des Musées de France, 1964, n°1, p.1-22.
- Le Couronnement de la Vierge par Enguerrand Quarton, Paris, éd. Floury, 1939.
- "Le Couronnement de la vierge (par E. Quarton)", Plaisir de France, 1960, p.12-15.
- "L'auteur de la Pietà d'Avignon: Enguerrand Quarton (Charreton), Bulletin de la Société nationale des Antiquaires de France, 1960 (séance du 1er juillet 1959), p.213-223.
- "Notice sur Enguerrand Quarton", Encyclopedia Britannica, 1967, vol.18, p.936.
- Enguerrand Quarton: le peintre de la "Piétà" d'Avignon, Paris, 1983.
- "La Pietà de Tarascon", La Revue des Arts, 1955, n°1, p.25-46.
- "La Pietà de Tarascon et les peintres Dombet", La Revue du Louvre, 1966, n°1, p.13-26.
- "Pour Jean Changenet et Juan de Nalda", L'Oeil, n° 217-1218, août-sept. 1973, p.4-19.
- "Pour la peinture en Auvergne au XVe siècle", L'Oeil, n°136, avril 1966, p.4-16.
- "Études savoyardes, I: Au temps du Duc Amédée", L'Oeil, n°178, oct. 1969, p.2-13.
- "Études savoyardes, I: Supplément," L'Oeil, n°195-196, mars-avril 1971, p.14-19 et p.36.
- "Études savoyardes, II: Le Maître de la Trinité de Turin", L'Oeil, n°215, nov. 1972, p.14-27.
- La peinture médiévale à Paris : 1300-1500. 2 vols. Paris: Bibliothèque des Arts, 1987.
- "Un nouveau tableau bourguignon et les Limbourg", dans Studies in late medieval and renaissance painting in honor of Millard Meiss, 1978, p.415-429.
- "La peinture de tableaux en Bourgogne au XVe siècle", Annales de Bourgogne, 50-197, 1978, p.5-17
- "Deux nouveaux dessins français du XVe siècle" dans Ars auro prior. Studia Ionni Bialostocki sexagenario dicata, Varsovie, 1981, p.209-215.
- "La peinture sur panneau picarde et son rayonnement dans le Nord de la France au XVe siècle", Communication à la Société de l'Histoire et de l'Art français (séance du 3 fév; 1979), Bulletin de la société de l’Histoire et de l'Art français, 1981, p.7-49.
- "Nicolas Froment peintre du nord de la France", dans Études d'art médiéval offertes à Louis Grodecki, Paris, 1981, p.325-342.
- "Un nouveau tableau de Simon Marmion", Racar. Revue d'art canadienne, 8, I, 191, p.3-18.
- "Une œuvre de Pierre villate enfin retrouvée?", Chronique méridionale, I, 1981, p.3-14.
- "Charles VII vu par Fouquet", L'Oeil, n°389, déc. 1987, p.34-41.
- "Fouquet en Italie", L'Oeil, n°413, déc. 1989, p.26-35.
- La peinture médiévale à Paris, 1300-1500, II, Paris, 1990.
- "Tableaux français inédits: Provence", L'Oeil, n°245, déc. 1990.
- "Tableaux français inédits: Languedoc et Auvergne", L'Oeil, n°428, mars 1991, p.28-35.
- "Carnet savoyard", Revue du Louvre et des Musées de France, n°28, 5-6, 1978, p.333-342.

### France (XVIe siècle)
- La Peinture française aux XVIe et XVIIe siècles, Pars, éd. Braun, 1937.
- Catalogue de l'expo. Le Triomphe du Maniérisme, Rijksmuseum, Amsterdam, 1955. Préface et notices.
- "Early Painting of the Commedia dell'Arte in France", Bulletin of the Metropolitan museum of Art, New York, Été 1945, p.11-32.
- "A Bellegambe triptych reconstructed (en collabo. avec Edward S. King)", The Journal of the Walters Art Gallery, Baltimore, 1948, p.44-49.
- "Notices sur Jean et François Clouet", Encyclopedia Britannica, 1967, vol.5, p.949.
- "Un portrait inconnu par Jean Clouet", Studies in Renaissance end Baroque Art prsented to Anthony Blunt, Londres, éd. Phaidon, 1967, p.86-90.
- "A male portrait by Jean Clouet", Museum Monography II, City Art Museum of Saint Louis, 1970, p.53-68.
- "Un portrait de Henri III", Bulletin des Musées de France, juin 1936, n°6, p.94-98.
- "Grünewald vers 1500-1505", Cahiers alsaciens d'archéologie, d'art et d'histoire, 19, 1975-1976 (actes du colloque de Colmar et Strasbourg sur Grünewald, 1974), p.127-145.
- The Master of Claude, queen of France, a newly defined miniaturist, New York, 1975.

### France (XVIIe siècle)
- Catalogue de l'expo. Les Peintres de la Réalité en France au XVIIe siècle , Orangerie des Tuileries, Paris, 1934. Intro. et notices.
- "L'exposition des Peintres de la Réalité en France au XVIIe siècle", Bulletin des Musées de France, janv. 1935, n°1, p.1-6.
- "Les Peintres de la Réalité en France au XVIIe siècle, I: Le mouvement caravagesque et Georges de La Tour, La Revue de l'Art Ancien et Moderne, LXVII, n°359, fév. 1935, p.49-68.
- Catalogue de l'expo. French Painting of the time of Louis XIIIth and Louis XIVth, Gal. Wildenstein, New York, 1946. Préface et notices.
- Catalogue de l'expo.Il Seicento Europeo, Rome, 1956. Préface et notices.
- Compte rendu du livre de W. Weisbach "Französische Malerei des XVII. Jahrhunderts", Berlin, 1932, L'Amour de l'Art, nov. 1932, p.VI.
- "La peinture française et la peinture espagnole au XVIIe siècle: affinités et échanges", Colloque Velasquez, Madrid, 1960, p.111-120.
- Biographie de Nicolas Poussin, catalogue de l'expo. Nicolas Poussin, Musée du Louvre, Paris, 1960, p.197-283.
- "Quelques imitateurs et copistes de Poussin", Colloque Poussin, 19-21 sept. 1958. Ed. du Centre National et de la Recherche Scientifique, Paris, 1960, p.265-276.
- "Un nouveau tableau de Poussin", Pantheon, n°33, 1975-3, p.216-226.
- "Georges de La Tour", Les Trésors de la Peinture française (XVIIe s.), éd. Skira, 1935.
- "A new picture by G. de La Tour", The Burlington Magazine, 1937, p.8-14.
- "Two new painting by G. de La Tour, The Burlington Magazine, May 1938, p.203-208.
- "Observations sur Georges de La Tour. A propos d'un livre récent", Revue des Arts, 1951, n°III, p.147-158.
- "Les Le Nain, le genre et la nature morte, Les Trésors de la Peinture française (XVIIe s.), éd. Skira, 1935.
- "Two unknown paintings by Mathieu Le Nain", The Burlington Magazine, Janv. 1937, p.4-7.
- "Un tableau de Jean Michelin acquis par le Musée du Louvre", Bulletin des Musées de France, nov. 1938, p.151-154.
- "Les peintres Jean et Jacques Blanchard", Art de France, 1961, p.77-118.
- "Eustache Le Sueur peintre de portraits, Walter Friedlaender zum 90. Geburtstag, ein Festgabe seiner europäischen Schüler, Freund und Verehrer, Berlin, W. de Gruyter et Co., 1965, p.181-184.
- "Un précurseur français de Rembrandt: Claude Vignon", Gazette des Beaux-Arts, t.XII, oct. 1934, p.123-136.
- "Richard Tassel et jean Lys", La Renaissance, 1936, n°5 et 6, p.33-37.
- Catalogue de l'expo. Les Tassel, peintres langrois du XVIIe siècle, Musée des beaux-Arts, Dijon, 1955. Préface.
- "Le Concert de Tournier de Toulouse au Musée du Louvre", Prométhée, juin 1939, n°20, p.171-174.
- "Quelques œuvres inédites des peintres Millereau, Lallemand, Vignon, Sacquespée et Simon François", Bulletin de la Société de l'Histoire de l'Art français, année 1953 (parution 1954), p.1-12.

### France (XVIIIe siècle)
- Catalogue de l'expo. François Boucher, Fondation Foch, Gal. Charpentier, Paris, 1932.
- "Boucher et les O'Murphy", L'Amour de l'Art, juin 1932, p.191-194.
- "François Boucher,Wystawa jego dziel u Paryzu", Sztuki Piekne, Varsovie, 1933, n°8_9, p.308-329.
- Catalogue de l'expo. Hubert Robert, Musée de l'Orangerie, Paris, 1933.
- "An unknown masterpiece by Fragonard, Portrait of a man (The Warrior)", Sterling and Francine Clark Art Institute, Williamstown (Massachusetts), 1964.

### France (XIXe–XXesiècle)
- Catalogue des Peintures de l'École française: XIXe siècle. La Peinture du Musée du Louvre, 4 vol., 1958-1961, en collabo. avec Hélène Adhémar.
- Catalogue of French Paintings XIX century, The Metropolitan Museum of Art, vol.II, 1966 et III, 1967, en collabo; avec Margaretta M. Salinger.
- Catalogue de l'expo. Degas, portraitiste et sculpteur, musée de l'Orangerie, Paris, 1931. Notices.
- Catalogue de l'expo. Manet, Musée de l'Orangerie, Paris, 1933.
- "Manet et Rubens, précisions", L'Amour de l'Art, oct. 1932, p.290.
- Catalogue de l'expo. Renoir, Musée de l'Orangerie, Paris, 1933.
- Catalogue de l'expo. Voyage de Delacroix au Maroc, 1832, et Exposition rétrospective du peintre orientaliste M. Auguste, Musée de l'Orangerie, Paris, 1933.
- Catalogue de l'expo. Chassériau, Musée de l'Orangerie, Paris, 1933.
- Catalogue de l'expo. Daumier, Musée de l'Orangerie, Paris, 1934.
- Catalogue de l'expo. Portraits par Ingres et ses élèves, Gal. Jacques Seligmann et Fils, Paris, 1934. Notices.
- Catalogue de l'expo. Cézanne, Musée de l'Orangerie, Paris, 1936.
- "Cézanne et les maîtres d'autrefois", Renaissance, mai 1936, n°19, p.7-15.
- "Le pont de Mennecy, par Cézanne", La Revue des Arts, 1955, n°4, p.195-198.
- "A fine "David" reattributed", The metropolitan Museum of Art Bulletin, janvier 1951, n°5, vol.IX, p.121-132.
- Catalogue de l'expo. Dessins et aquarelles de paysagistes français du XIXe siècle, Musée de l'Orangerie, Paris, 1933.
- "Dessins du XIXe siècle au Musée de l'Orangerie", Beaux-Arts, 1933, n°24, p.1.
- Catalogue de l'expo. Impressionnistes de la collection Courtauld de Londres, Musée de l'Orangerie, Paris, 1955. Préface.

### Pays-Bas (XIVe–XVIesiècle)
- "Les ducs de Bourgogne et la civilisation franco-flamande, Les Arts plastiques, oct.-nov. 1951, Bruxelles, p.163-181.
- "Le réalisme bourgeois au XVe siècle; L'apport flamand et son rayonnement, l'Art et l'Homme, Paris, éd; Larousse, II (1958) p.365-377.
- "Observations on Petrus Christus", Art Bulletin, mars 1971, p.1-26.
- "Réplique d'une composition perdue de Lucas de Leyde (au Musée de Nantes), Bulletin des Musées de France, mai 1930, p.109-112.
- "Neue Gemälde des Cornelis van Dalem. Ein Frühkwerk im Prado", Jahrbuch des Preuszischen Kunstsammlungen, Band 54, Berlin, 1933, p.123-126.
- "Cornelis van Dalem et Jan van Wechelen", Studies in the History of Art dedicated to William E. Suida on his eightieth Birthday, New York, 1959, p.277-288.
- "Le paysage fantastique néerlandais", L'Art Vivant, Ier avril 1930, p.270-274.
- "A drawing by Lodewyck Toeput called Lodovico Pozzoserrato and the frescoes of the Villa Maser", Old Master Drawings, déc. 1931, vol.VI, n°23, p.44-48.
- "Un tableau inédit de Lodovico Pozzoserrato", L'Amour de l'Art, avril 1933, p.1-4.
- "Un tableau retrouvé de Kerstian de Keuninck (au Musée Fourché d'Orléans)", Bulletin des Musées de France, juin 1932, p.101-103.
- "De Van Eyck à Brueghel", Estampes, Paris, éd.Braun, 1935.
- "Jan Van Eyck avant 1432", Revue de l'art, n°33, 1976, p.7-59.

### Flandre et Hollande (XVe–XVIIesiècle)
- "Les paysages de Rubens", Travaux des étudiants du Groupe d'Histoire de l'Art de la Faculté des Lettres de Paris, précédés de quelques notes de Paul Valéry, Paris, éd. Institut d'Art et d'Archéologie, 1928, p.177-207.
- Catalogue de l'expo. Rubens et son temps, Musée de l'Orangerie, Paris, 1936.
- La peinture flamande, Rubens et son temps, Paris, Librairie des Arts Décoratifs, Calavas, s;d. (1936).
- "La découverte et l'histoire d'une œuvre inconnue de Rubens (Hercule et Omphale du Louvre)", L'Amour de l'Art, 1937, p.258-292.
- "Van Dyck's Paintings of St. Rosalie", The Burlington magazine, février 1939, p.53-62.
- "Un tableau de Salomon de Bray (au Musée d'Orléans)", Bulletin des Musées de France, avril 1932, p.62-64.
- "Un tableau de Carel Fabritius (au Louvre)", Bulletin des Musées de France, avril 1934, p.74-75.
- "Le Maître de la vue de Sainte-Gudule. Une enquête", Bulletin des Musées royaux des beaux-Arts de Belgique, 23-29, 1974-1980, paru en 1981, p.9-28.

### Italie (XIVe–XVIIesiècle)
- Catalogue de l'expo. de L'Art italien de Cimabue à Tiepolo, Petit Palais, Paris, 1935. Notices.
- "Un tableau inédit de Gentile da Fabriano", Paragone, n°101, mai 1958, p.26-33.
- "Lorenzo Lotto, précurseur de l'inquiétude moderne", Arts, 3 juillet 1953, n°418, p.1 et 11.
- "Les portraits du Parmesan", L'Amour de l'Art, déc. 1933, n°10, Bulletin mensuel, p.1-5.
- "Notes brèves sur quelques tableaux vénitiens inconnus à Dallas", Arte Veneta, 1954, p.265-271.
- "Guerrier oriental par Pierfrancesco Mola", Musées de France (Bulletin des Musées de France), mars 1950, n°11, p.33-40.
- "Gentileschi in France", The Burlington Magazine, avril 1958, p.112-120.
- "Une nouvelle oeuvre de gentileschi peinte en France", La Revue du Louvre et des Musées de France, 1964, n°4-5, p.217-220.
- "À la recherche de Zanetto Bugatto: une nouvelle piste", Scritti di storia dell'arte in onore di Federico Zeri , Milan, 1984, p.163-178.
- "Fighting animals in the Adoration of Magi", Bulletin of the Cleveland Museum of Art, n°61, 1974-10, p.350-359.

### Espagne et Portugal (XVE-XVIIe siècle)
- "Espagne et France au XVIIe siècle", L'Amour de l'Art, janvier 1935, p.7-14.
- "Propyläen Kunstgeschichte", vol.VII (1972). Notices artistes espagnols du XVe s.,in J. Bialostocki, Spätmittelalter und beginnende Neuzeit, p.195-199.
- Catalogue de l'expo; Peintures de Goya des collections de France, Musée de l'Orangerie, Paris, 1938.
- "Les panneaux de saint Vincent et leurs énigmes (avec la collaboration de Jean Rosenwald), L'Oeil, mars 1968, p.12-24 et p.70.
- "Os Paineis de S. Vicente e os seus enigmos", Melanges Joào Conto in memoriam, Lisbonne, Fondation calouste Gulbenkian, 1971, p.191-237.
- Propyläen Kunstgenschichte, vol.VII (1972). Notices peintres portugais du XVe s., in J. Bialostocki,Spätmittelalter und beginnende Neuzeit, p.199-201.
- « Tableaux espagnols et un chef-d'œuvre portugais méconnus du XVe siècle », dans España entre el Mediterraneo y el Atlantico, I (Actas del XXIII congreso internacional de Historia del arte, 3-8 sept. 1973), Grenade, 1976, p.7-59.
- "Du nouveau sur Juan de Borgona: son tableau le plus ancien connu", L'Oeil, n°401, déc. 1988, p.24-31.
- "Juan Borgona et la peinture provençale", Chronique méridionale, arts du moyen âge et de la renaissance, 3, 1992, p.3-10.

### Allemagne, Bohême, Pologne
- "La Vierge ouvrante de Morlaix", Les monuments historiques de la France, janvier-juin 1966, p.139-148.
- "Observations on Moser's Tiefenbronn Altarpiece", Pantheon, XXX/I, 1972, p.19-32.
- "The Master of the "Landsberg" Altar-wings", Kunsthistorische Forschungen Otto Pächt, Vienne, Residenz Verlag, 1972, p.150-165.
- "Une Madone tchèque au Musée du Louvre", La Revue des Arts, 1960, n°2, p.75-86.
- "L'art en Pologne", L'art des origines à nos jours (sous la direction de Léon Deshairs), Paris, éd. Larousse, 1933, I, p.215-218, 350-352; II, p.54-55, 166-168, 260-264.
- "Jost Haller, Maler zu Strasburg end zu Saarbrücken in der Mitte des xV. Jahrhunderts", Wiener Jahrbuch für Kunstgeschichte, XXXIII, 1980, p.99-126.
- "Jost Haller, peintre de Strasbourg et à Sarrebruck au milieu du Xve siècle", Bulletin de la Société Schongauer à Colmar, 1979-1982, 1983, p.53-89.
- "L'influence de Konrad Witz en Savoie", Revue de l'art, n°71, 1986, p.17-32.

## Filmographie
- Un chasseur dans la nuit médiévale, est un film de Richard Copans et Stan Neumann, produit en 1989, d'une durée de 45 min. Il passa à la télévision la première fois le 17 avril 1990 sur la Sept et le 22 novembre 1993 sur ARTE, émission - Rencontres. Il s'agit de dialogues entre Charles Sterling et Michel Laclotte. Le titre fait allusion aux recherches de Charles Sterling dans cette terre inconnue qu'était l'art du Moyen Âge.